# دراغان ميسيتش
دراغان ميسيتش هو مدرب كرة قدم ولاعب كرة قدم بوسني في مركز الهجوم، ولد في 20 يونيو 1969 في بيلينا في البوسنة والهرسك. لعب مع النجم الأحمر بلغراد وراد بيوغراد ونادي رادنيك بيلينا ونادي كوبر.